# Novara Calcio 2020-2021
Questa voce raccoglie le informazioni riguardanti il Novara Calcio nelle competizioni ufficiali della stagione 2020-2021.

## Stagione
Nella stagione 2020-2021 il Novara disputa il girone A del campionato di Serie C, raccoglie 49 punti con l'undicesimo posto in classifica. La stagione dei piemontesi inizia con il tecnico Simone Banchieri che resta in carica fino ad inizio novembre, poi viene sostituito da Michele Marcolini, che non porta il cambio di ritmo atteso, così a metà dicembre si torna a Simone Banchieri, il girone di andata finisce con il Novara a 19 punti in piena zona Play-out, nel girone di ritorno c'è una netta ripresa, i biancoazzurri raccolgono 30 punti, risultando la prima squadra esclusa dai Play-off. Con 11 reti il miglior marcatore novarese è stato il torinese Eric Lanini. Il Novara partecipa anche alla Coppa Italia nazionale dove nel primo turno supera i lucani del Gelbison (3-1), mentre nel secondo turno viene eliminato (3-1) dal Cittadella. Per questa stagione non si è giocata la Coppa Italia di Serie C. Al termine del campionato si chiude con la gestione di Maurizio Rullo, rimasto in carica come presidente diciassette mesi. Il Novara passa nelle mani della A&G Real Estate, ma emergono irregolarità nelle pratiche di iscrizione al prossimo campionato di Serie C, che portano all'esclusione del Novara dai tornei professionistici, ed al fallimento della nuova proprietà. Sotto l'egida dell'amministrazione comunale novarese, nel tardo estate 2021 nasce il nuovo Novara Football Club, con alla presidenza Massimo Ferranti. Così per la stagione 2021-2022 il Novara riparte con la nuova società dal girone A del campionato di Serie D.

## Divise e sponsor
Lo sponsor tecnico per la stagione 2020-2021 è Mizuno, mentre gli sponsor ufficiali sono Gorgonzola Igor (main sponsor) e Gruppo Comoli Ferrari (co-sponsor). Sulla maglia e sui calzettoni è presente lo stemma di Novara.
| Casa | Trasferta | Terza divisa |

## Organigramma societario
Area direttiva
- Proprietario: Maurizio Rullo
- Presidente e amministratore delegato: Marcello Cianci
- Vicepresidente: Elisa Rullo
- Direttore generale: Roberto Nespoli
- Direttore operativo: Tommaso Leone
- Segretario generale: Emanuel Lubian
- Responsabile amministrazione, finanza e controllo: Annalisa Pisani

Area comunicazione e marketing
- Responsabile brand e comunicazione: Alessandra Stefanini
- Responsabile ufficio stampa: Matteo Pisoni
- Responsabile marketing e commerciale: Paolo Esposito
- Responsabile relazioni istituzionali e biglietteria: Federica Negri
- Fotografo: Fabrizio Patrucco
- Responsabile qualità: Salvatore Costantino Pietrocola
- Responsabile della protezione dei dati: Marco Rosazza Prin
- Rapporti con la tifoseria: Massimo Moia
- Delegato sicurezza stadio: Davide Pane

Area sportiva
- Direttore sportivo: Orlando Urbano, poi Mauro Borghetti[1]
- Team manager: Mattia Venturini
- Direttore generale del settore giovanile: Luca Di Pasquale
- Consulente tecnico del settore giovanile: Marco Rigoni, Giovanni Serao
- Project Manager: Alessio Arezzi

Area tecnica
- Allenatore: Simone Banchieri (1ª-8ª)
 Michele Marcolini (9ª-15ª)
 Simone Banchieri (16ª-)
- Vice allenatore: Massimiliano Guidetti (1ª-8ª)
 Davide Mandelli (9ª-15ª) 
 TBA (16ª-)
- Preparatore atletico: Francesco Negro
- Vice preparatore atletico: Stefano Pavon
- Preparatore portieri: Andrea Sardini

Area medica
- Coordinatore sanitario: Clemente Ponzetti
- Responsabile sanitario: Fabio Francese
- Direttore scientifico settore medico: Angelo Bertelli
- Medico Sociale: Giorgio Fortina
- Massofisioterapista: Lorenzo De Mani
- Fisioterapista: Roberto Bolla
- Massaggiatore: Andrea Calzolari
- Riabilitatore: Gian Mario Foglia
- Magazziniere: Luigi Fregonara, Marco Fregonara, Massimo Fedrigo

## Rosa
Aggiornata al 3 novembre 2020.
| N. |                            | Ruolo | Calciatore            |
| -- | -------------------------- | ----- | --------------------- |
| 1  | Italia (bandiera)          | P     | Ivan Lanni            |
| 3  | Italia (bandiera)          | D     | Andrea Cagnano        |
| 4  | Italia (bandiera)          | D     | Andrea Sbraga         |
| 5  | Italia (bandiera)          | D     | Davide Bove           |
| 6  | Italia (bandiera)          | D     | Cesare Pogliano       |
| 7  | Italia (bandiera)          | C     | Marco Firenze         |
| 8  | Argentina (bandiera)       | C     | Nicolás Schiavi       |
| 9  | Italia (bandiera)          | A     | Eric Lanini           |
| 10 | Italia (bandiera)          | C     | Daniele Buzzegoli     |
| 11 | Italia (bandiera)          | A     | Giuseppe Panico       |
| 13 | Italia (bandiera)          | C     | Manuele Malotti       |
| 14 | Italia (bandiera)          | D     | Marco Migliorini      |
| 15 | Italia (bandiera)          | C     | Riccardo Collodel     |
| 16 | Rep. Dominicana (bandiera) | D     | Antonio Natalucci     |
| 17 | Italia (bandiera)          | A     | Gianmarco Zigoni      |
| 18 | Italia (bandiera)          | A     | Marco Zunno           |
| 19 | Argentina (bandiera)       | A     | Pablo Andrés González |

| N. |                                 | Ruolo | Calciatore            |
| -- | ------------------------------- | ----- | --------------------- |
| 20 | Italia (bandiera)               | D     | Francesco Lamanna     |
| 21 | Italia (bandiera)               | D     | Vittorio Pagani       |
| 22 | Italia (bandiera)               | P     | Filippo Marricchi     |
| 23 | Italia (bandiera)               | C     | Tommaso Bianchi       |
| 24 | Italia (bandiera)               | A     | Giammario Piscitella  |
| 25 | Italia (bandiera)               | D     | Marco Bellich         |
| 26 | Italia (bandiera)               | D     | Andrea Cisco          |
| 27 | Italia (bandiera)               | C     | Simone Rossetti       |
| 28 | Bosnia ed Erzegovina (bandiera) | C     | Ante Hrkać            |
| 29 | Italia (bandiera)               | C     | Ruggero Rusconi       |
| 31 | Canada (bandiera)               | P     | Axel Desjardins       |
| 32 | Italia (bandiera)               | A     | Mattia Tordini        |
| 33 | Italia (bandiera)               | D     | Lorenzo Colombini     |
| 35 | Italia (bandiera)               | C     | Antonio Pio Iervolino |
| 36 | Senegal (bandiera)              | C     | Maodo Malick Mbaye    |
| 37 | Bulgaria (bandiera)             | C     | Hristo Ivanov         |
| 38 | Italia (bandiera)               | C     | Lorenzo Pellegrini    |

## Calciomercato

### Sessione estiva(dal 01/09 al 05/10)
| Acquisti | Acquisti           | Acquisti      | Acquisti   |
| R.       | Nome               | da            | Modalità   |
| -------- | ------------------ | ------------- | ---------- |
| P        | Axel Desjardins    | Spezia        | prestito   |
| D        | Lorenzo Colombini  | Spezia        | prestito   |
| D        | Marco Migliorini   | Salernitana   | definitivo |
| D        | Francesco Lamanna  | Juventus U23  | definitivo |
| D        | Antonio Natalucci  | Triestina     | prestito   |
| C        | Marco Firenze      | Salernitana   | prestito   |
| C        | Ante Hrkać         | Široki Brijeg | definitivo |
| C        | Hristo Ivanov      |               | svincolato |
| C        | Maodo Malick Mbaye |               | svincolato |
| C        | Ruggero Rusconi    | Vobarno       | definitivo |
| A        | Andrea Cisco       | Sassuolo      | prestito   |
| A        | Eric Lanini        | Parma         | prestito   |
| A        | Giuseppe Panico    | Cittadella    | definitivo |
| A        | Gianmarco Zigoni   | Venezia       | prestito   |

| Cessioni | Cessioni             | Cessioni     | Cessioni             |
| R.       | Nome                 | a            | Modalità             |
| -------- | -------------------- | ------------ | -------------------- |
| P        | Elia Benedettini     |              | svincolato           |
| P        | Luca Ferrara         | Gozzano      | definitivo           |
| P        | Gabriele Marchegiani | Potenza      | definitivo           |
| D        | Tommaso Barbieri     | Juventus U23 | definitivo           |
| D        | Tommaso Cassandro    | Bologna      | fine prestito        |
| D        | Angelo Tartaglia     | Triestina    | definitivo           |
| D        | Pietro Visconti      |              | svincolato           |
| D        | Alberto Zacchi       |              | svincolato           |
| C        | Filippo Nardi        | Cremonese    | prestito             |
| C        | Nicola Petricci      | Tiferno      | prestito             |
| A        | Mattia Bortolussi    | Cesena       | definitivo (60000 €) |
| A        | Simone Caricati      | Campobasso   | prestito             |
| A        | Nigel Kyeremateng    |              | svincolato           |
| A        | Diego Peralta        | Ternana      | definitivo           |
| A        | Lorenzo Pinzauti     | Teramo       | prestito             |

## Risultati

### Serie B

#### Girone di andata
| Arbitro: | Gualtieri (Asti) |

|                |           |  |
| M. Rolando 10’ | Marcatori |  |

| Arbitro: | Caldara (Como) |

|                                           |           |  |
| T. Bianchi 44’ González 66’ Buzzegoli 76’ | Marcatori |  |

| Arbitro: | Arace (Lugo di Romagna) |

|                            |           |               |
| Panico 35’ Buzzegoli 45+2’ | Marcatori | 50’ Palazzolo |

| Arbitro: | Feliciani (Teramo) |

|                   |           |                        |
| Eusepi 24’ (rig.) | Marcatori | 11’ Pagani 91’ Firenze |

| Arbitro: | Tremolada (Monza) |

|            |           |                               |
| Zigoni 42’ | Marcatori | 18’ Benassai 84’ G. Benedetti |

| Arbitro: | Cascone (Nocera Inferiore) |

|                       |           |                                                 |
| Haoudi 4’ Canessa 88’ | Marcatori | 6’ (aut.) M. Di Gennaro 45+1’ Cagnano 90’ Cisco |

| Arbitro: | Vigile (Cosenza) |

|          |           |            |
| Bove 18’ | Marcatori | 76’ Murolo |

| Arbitro: | Carella (Bari) |

|                                              |           |  |
| Mutton 33’ Buzzegoli 64’ (aut.) Scapuzzi 87’ | Marcatori |  |

| Arbitro: | Carrione (Castellammare di Stabia) |

|                |           |                    |
| T. Bianchi 36’ | Marcatori | 22’ (rig.) Marqués |

| Arbitro: | Maranesi (Ciampino) |

|            |           |  |
| Mangni 74’ | Marcatori |  |

| Arbitro: | Ricci (Firenze) |

|               |           |                             |
| Buzzegoli 48’ | Marcatori | 68’ De Sena 90+2’ Galuppini |

| Arbitro: | Calzavara (Varese) |

|                                  |           |                                           |
| Maritato 42’ Maio 67’ Pedone 77’ | Marcatori | 27’ Collodel 61’ Zigoni 76’ (rig.) Panico |

| Novara 29 novembre 2020, ore 15:00 CET 13ª giornata | Novara         | 0 – 0 | AlbinoLeffe | Stadio Silvio Piola\| Arbitro: \| Cudini (Fermo) \| |
| Arbitro:                                            | Cudini (Fermo) |       |             |                                                     |

| Arbitro: | Kumara (Verona) |

|               |           |                       |
| Galligani 54’ | Marcatori | 84’ (rig.) N. Schiavi |

| Arbitro: | G. Miele (Nola) |

|                     |           |  |
| Villa 55’ Varas 69’ | Marcatori |  |

| Novara 20 dicembre 2020, ore 17:30 CET 16ª giornata | Novara           | 0 – 0 | Pro Patria | Stadio Silvio Piola\| Arbitro: \| Crezzini (Siena) \| |
| Arbitro:                                            | Crezzini (Siena) |       |            |                                                       |

| Arbitro: | Cavaliere (Paola) |

|                          |           |  |
| Valiani 24’ Pierozzi 73’ | Marcatori |  |

| Arbitro: | Bitonti (Bologna) |

|            |           |            |
| Pagani 10’ | Marcatori | 51’ Baincu |

| Arbitro: | Luciani (Roma) |

|                     |           |  |
| M. Gatto 34’ (rig.) | Marcatori |  |

#### Girone di ritorno
| Arbitro: | Parenzoni (Rovereto) |

|            |           |                         |
| Lanini 14’ | Marcatori | 49’ Emmanuello 54’ Comi |

| Arbitro: | Colombo (Como) |

|                |           |                                        |
| F. Bianchi 90’ | Marcatori | 4’, 70’ Lanini 20’ Panico 31’ Rossetti |

| Arbitro: | Giaccaglia (Jesi) |

|                                  |           |                              |
| Perico 55’ Dalla Bona 86’ (rig.) | Marcatori | 49’ Panico 66’ (rig.) Lanini |

| Arbitro: | F. Longo (Paola) |

|                                  |           |               |
| Lanini 20’ N. Schiavi 54’ (rig.) | Marcatori | 31’ Arrighini |

| Arbitro: | Arace (Lugo di Romagna) |

|            |           |  |
| Caponi 69’ | Marcatori |  |

| Arbitro: | Catanoso (Reggio Calabria) |

|              |           |                   |
| Rossetti 36’ | Marcatori | 59’ (rig.) Buglio |

| Arbitro: | Costanza (Agrigento) |

|                |           |                         |
| Caccavallo 36’ | Marcatori | 47’ Zunno 69’ Corinelli |

| Novara 28 febbraio 2021, ore CET 27ª giornata | Novara           | 0 – 0 | Pro Sesto | Stadio Silvio Piola\| Arbitro: \| Repace (Perugia) \| |
| Arbitro:                                      | Repace (Perugia) |       |           |                                                       |

| Arbitro: | Ricci (Firenze) |

|                            |           |           |
| A. Brighenti 24’ Aké 90+2’ | Marcatori | 40’ Zunno |

| Arbitro: | De Tommaso (Rieti) |

|                                      |           |  |
| Migliorini 5’ Zunno 45+2’ Panico 71’ | Marcatori |  |

| Arbitro: | Angelucci (Foligno) |

|              |           |  |
| Giovinco 30’ | Marcatori |  |

| Arbitro: | Lovison (Padova) |

|                         |           |  |
| Rossetti 29’ Lanini 62’ | Marcatori |  |

| Arbitro: | Taricone (Perugia) |

|               |           |           |
| Mondonico 50’ | Marcatori | 43’ Zunno |

| Arbitro: | Ancora (Roma) |

|            |           |  |
| Lanini 90’ | Marcatori |  |

| Novara 3 aprile 2021, ore CEST 34ª giornata | Novara                       | 0 – 0 | Pergolettese | Stadio Silvio Piola\| Arbitro: \| Rinaldi (Bassano del Grappa) \| |
| Arbitro:                                    | Rinaldi (Bassano del Grappa) |       |              |                                                                   |

| Arbitro: | Grasso (Ariano Irpino) |

|              |           |                                       |
| Boffelli 82’ | Marcatori | 51’ Lanini 58’ Rossetti 90+5’ Malotti |

| Arbitro: | Marotta (Sapri) |

|                             |           |                       |
| Malotti 22’ Lanini 41’, 44’ | Marcatori | 71’ Stoppa 85’ Baldan |

| Arbitro: | Zamagni (Cesena) |

|                                    |           |                                 |
| Ragatzu 39’ Biancu 58’ Belloni 82’ | Marcatori | 6’ Collodel 45+1’, 80’ Rossetti |

| Arbitro: | De Tommaso (Rieti) |

|  |           |                                                                   |
|  | Marcatori | 44’ Celeghin 48’ Walker 76’ Daniels 90’ F. Ferrari 90+4’ Vincenzi |

### Coppa Italia
| Arbitro: | Sozza (Seregno) |

|                                          |           |              |
| N. Schiavi 21’, 39’ (rig.) Buzzegoli 48’ | Marcatori | 7’ Coulibaly |

| Arbitro: | Abbattista (Molfetta) |

|                                          |           |            |
| Iori 16’ (rig.) Rosafio 74’ Ogunseye 79’ | Marcatori | 76’ Panico |

## Statistiche
Statistiche aggiornate al 28 ottobre 2020.

### Statistiche di squadra
| Competizione | Punti | In casa | In casa | In casa | In casa | In casa | In casa | In trasferta | In trasferta | In trasferta | In trasferta | In trasferta | In trasferta | Totale | Totale | Totale | Totale | Totale | Totale | DR |
| Competizione | Punti | G       | V       | N       | P       | Gf      | Gs      | G            | V            | N            | P            | Gf           | Gs           | G      | V      | N      | P      | Gf     | Gs     | DR |
| ------------ | ----- | ------- | ------- | ------- | ------- | ------- | ------- | ------------ | ------------ | ------------ | ------------ | ------------ | ------------ | ------ | ------ | ------ | ------ | ------ | ------ | -- |
| Serie C      | -     | 19      | 7       | 8       | 4       | 0       | 0       | 19           | 5            | 5            | 9            | 0            | 0            | 38     | 12     | 13     | 13     | 48     | 49     | 0  |
| Coppa Italia | -     | 1       | 1       | 0       | 0       | 3       | 1       | 1            | 0            | 0            | 1            | 1            | 3            | 2      | 1      | 0      | 1      | 4      | 4      | 0  |
| Totale       | -     | 20      | 8       | 8       | 4       | 0       | 0       | 20           | 5            | 5            | 10           | 0            | 0            | 40     | 13     | 13     | 14     | 52     | 53     | 0  |

### Andamento in campionato
| Giornata  | 1 | 2 | 3 | 4 | 5 | 6 | 7 | 8 | 9 | 10 | 11 | 12 | 13 | 14 | 15 | 16 | 17 | 18 | 19 | 20 | 21 | 22 | 23 | 24 | 25 | 26 | 27 | 28 | 29 | 30 | 31 | 32 | 33 | 34 | 35 | 36 | 37 | 38 |
| --------- | - | - | - | - | - | - | - | - | - | -- | -- | -- | -- | -- | -- | -- | -- | -- | -- | -- | -- | -- | -- | -- | -- | -- | -- | -- | -- | -- | -- | -- | -- | -- | -- | -- | -- | -- |
| Luogo     | T | C | C | T | C | T | C | T | C | T  | C  | T  | C  | T  | T  | C  | T  | C  | T  | C  | T  | T  | C  | T  | C  | T  | C  | T  | C  | T  | C  | T  | C  | C  | T  | C  | T  | C  |
| Risultato | P | V | V | V | P | V | N | P |   |    |    |    |    |    |    |    |    |    |    |    |    |    |    |    |    |    |    |    |    |    |    |    |    |    |    |    |    |    |
| Posizione |   |   |   |   |   |   |   |   |   |    |    |    |    |    |    |    |    |    |    |    |    |    |    |    |    |    |    |    |    |    |    |    |    |    |    |    |    |    |

Fonte:  Serie C - Girone A, su calcio.com.
Legenda:

Luogo: C = Casa; T = Trasferta. Risultato: V = Vittoria; N = Pareggio; P = Sconfitta.

### Statistiche dei giocatori
| Giocatore     | Serie C  | Serie C | Serie C     | Serie C    | Coppa Italia | Coppa Italia | Coppa Italia | Coppa Italia | Totale   | Totale | Totale      | Totale     |
| Giocatore     | Presenze | Reti    | Ammonizioni | Espulsioni | Presenze     | Reti         | Ammonizioni  | Espulsioni   | Presenze | Reti   | Ammonizioni | Espulsioni |
| ------------- | -------- | ------- | ----------- | ---------- | ------------ | ------------ | ------------ | ------------ | -------- | ------ | ----------- | ---------- |
| M. Bellich    | 11       | 0       | 0           | 0          | 0            | 0            | 0            | 0            | 11       | 0      | 0           | 0          |
| T. Bianchi    | 20       | 1       | 0           | 0          | 0            | 0            | 0            | 0            | 20       | 1      | 0           | 0          |
| D. Bove       | 25       | 1       | 0           | 0          | 0            | 0            | 0            | 0            | 25       | 1      | 0           | 0          |
| D. Buzzegoli  | 30       | 4       | 0           | 0          | 0            | 0            | 0            | 0            | 30       | 4      | 0           | 0          |
| A. Cagnano    | 30       | 1       | 0           | 0          | 0            | 0            | 0            | 0            | 30       | 1      | 0           | 0          |
| A. Cisco      | 28       | 1       | 0           | 0          | 0            | 0            | 0            | 0            | 28       | 1      | 0           | 0          |
| R. Collodel   | 37       | 2       | 0           | 0          | 0            | 0            | 0            | 0            | 37       | 2      | 0           | 0          |
| L. Colombini  | 11       | 0       | 0           | 0          | 0            | 0            | 0            | 0            | 11       | 0      | 0           | 0          |
| A. Desjardins | 4        | -1      | 0           | 0          | 0            | 0            | 0            | 0            | 4        | -1     | 0           | 0          |
| M. Firenze    | 10       | 1       | 0           | 0          | 0            | 0            | 0            | 0            | 10       | 1      | 0           | 0          |
| P.A. González | 18       | 1       | 0           | 0          | 0            | 0            | 0            | 0            | 18       | 1      | 0           | 0          |
| A. Hrkać      | 9        | 0       | 0           | 0          | 0            | 0            | 0            | 0            | 9        | 0      | 0           | 0          |
| H. Ivanov     | 2        | 0       | 0           | 0          | 0            | 0            | 0            | 0            | 2        | 0      | 0           | 0          |
| F. Lamanna    | 17       | 0       | 0           | 0          | 0            | 0            | 0            | 0            | 17       | 0      | 0           | 0          |
| E. Lanini     | 34       | 11      | 0           | 0          | 0            | 0            | 0            | 0            | 34       | 11     | 0           | 0          |
| I. Lanni      | 34       | -48     | 0           | 0          | 0            | 0            | 0            | 0            | 34       | -48    | 0           | 0          |
| M. Malotti    | 18       | 2       | 0           | 0          | 0            | 0            | 0            | 0            | 18       | 2      | 0           | 0          |
| M.M. Mbaye    | 3        | 0       | 0           | 0          | 0            | 0            | 0            | 0            | 3        | 0      | 0           | 0          |
| M. Migliorini | 23       | 1       | 0           | 0          | 0            | 0            | 0            | 0            | 23       | 1      | 0           | 0          |
| A. Natalucci  | 8        | 0       | 0           | 0          | 0            | 0            | 0            | 0            | 8        | 0      | 0           | 0          |
| V. Pagani     | 10       | 1       | 0           | 0          | 0            | 0            | 0            | 0            | 10       | 1      | 0           | 0          |
| G. Panico     | 35       | 5       | 0           | 0          | 0            | 0            | 0            | 0            | 35       | 5      | 0           | 0          |
| G. Piscitella | 8        | 0       | 0           | 0          | 0            | 0            | 0            | 0            | 8        | 0      | 0           | 0          |
| C. Pogliano   | 24       | 0       | 0           | 0          | 0            | 0            | 0            | 0            | 24       | 0      | 0           | 0          |
| S. Rossetti   | 17       | 6       | 0           | 0          | 0            | 0            | 0            | 0            | 17       | 6      | 0           | 0          |
| A. Sbraga     | 10       | 0       | 0           | 0          | 0            | 0            | 0            | 0            | 10       | 0      | 0           | 0          |
| N. Schiavi    | 25       | 2       | 0           | 0          | 0            | 0            | 0            | 0            | 25       | 2      | 0           | 0          |
| M. Tordini    | 8        | 0       | 0           | 0          | 0            | 0            | 0            | 0            | 8        | 0      | 0           | 0          |
| G. Zigoni     | 19       | 2       | 0           | 0          | 0            | 0            | 0            | 0            | 19       | 2      | 0           | 0          |
| M. Zunno      | 19       | 4       | 0           | 0          | 0            | 0            | 0            | 0            | 19       | 4      | 0           | 0          |